# 铁桥镇
铁桥镇，是中华人民共和国重庆市开州区下辖的一个乡镇级行政单位。

## 行政区划
铁桥镇下辖以下地区：
铁锁桥社区、花桥社区、银桥社区、金沙村、龙王桥村、龙泉村、黄龙村、万塘村、岳龙村、三台村、灵通村、张家坪村、天安村、亿世村、新南村、铁桥村、玉河村和五福村。